# Денчев, Петр
Петр Юрий Денчев (болг. Петър Юрий Денчев; 16 марта 1989, Пловдив) — болгарский футболист, вратарь.

## Карьера
Петр Денчев начал свою профессиональную карьеру в 2007 году в составе команды второго болгарского дивизиона «Спартак» из Пловдива и играл в этом клубе до середины 2008 года. Дебют Денчева состоялся 3 ноября 2007 года в матче против команды «Шумен».
В сезоне 2008/09 дебютировал в высшем дивизионе Болгарии в составе «Сливена», в этом клубе провёл два сезона. Затем выступал в высшем дивизионе за «Черно Море», «Локомотив» (Пловдив) и «Нефтохимик» (Бургас) и в первом дивизионе за «Спартак» (Варна).
Во второй половине 2014 года играл в чемпионате Узбекистана за «Навбахор», принял участие в 11 матчах.
Вернувшись в Болгарию, играл в первом дивизионе за «Нефтохимик» и «Левски» (Карлово). Весной 2017 года провёл два матча в высшем дивизионе за «Локомотив» (Горна-Оряховица), но покинул команду, после того как она вылетела в первый дивизион. В сезоне 2017/18 играет в Греции за «Амвриссеас».
Был дублёром Ивана Караджова на юношеском Чемпионате Европы 2008 года (до 19 лет), где сборная Болгарии заняла последнее место. Провёл один официальный матч за молодёжную сборную Болгарии в 2009 году, заменив на 60-й минуте Ивана Кирева в игре против сверстников из Швеции в отборочном турнире молодёжного чемпионата Европы.